# Мондич Михайло Дмитрович
Миха́йло Дми́трович Мондич (псевдонім Микола Синєвирський, 5 березня 1923, с. Нанково, нині Хустський район, Закарпатська область — 21 березня 1968, Мюнхен) — карпаторусинський письменник та політичний діяч москвофільського спрямування.

## Біографія
Походив з родини селян — карпатських русинів у Чехословаччині (територія сучасної Закарпатської області), дотримувався москвофільських поглядів. Навчався в Руській реальній гімназії Страшницького. Після окупації угорцями Карпатської України емігрував до Праги, куди переїхала і гімназія, і де він 1942 р. формально закінчив 7-й клас гімназії за підтримки товариства «Возрождение».
У 1941 р. став членом НТС, був направлений в Гомель, також перебував у Смоленську, де його у вересні 1942 р. заарештувало гестапо і повернуло до Праги, де він був випущений взимку 1943 р. У вересні 1944 р. його направили в Карпатську Україну, тоді ще зайняту угорськими військами, де він за завданням НТС налаштував контакти з прорадянськими активістами, дочекався прибуття радянських військ та невдовзі влаштувався працювати перекладачем у СМЕРШ (це йому вдалося завдяки особистому знайомству з П. Лінтуром та І. Туряницею). Брат Георгій, який раніше втік до СРСР, спочатку відбув строк у таборах як «шпигун», потім був зарахований до 1-ї чехословацької піхотної бригади генерала Людвіка Свободи.
Разом з радянськими частинами Михайло Мондич прибув до Праги, де був свідком масових арештів політиків-емігрантів російського та українського походження за заздалегідь підготовленими списками. Як москвофіл, підтримав приєднання Закарпаття до СРСР.
1946 р. втік у Західну Німеччину. 1947 прибув у Франкфурт-на-Майні, де встановив зв'язки з місцевим відділенням НТС. На пропозицію Трушновича, члена керівництва НТС, 1948 р. видав свої спогади про перебування в СМЕРШ, де він був свідком катування та вбивства емігрантів-активістів українського та російського походження.
На початку 1950 р. переїжджає до США, де він познайомився з майбутньою дружиною Вікторією Григорівною Семеновою, але обидва повернулися 1951 р. до Мюнхена, де влаштувалися працювати на радіо «Вільна Європа» (Вікторія провела 1 березня 1953 р. першу радіопередачу російськомовної редакції Радіо «Свобода» і працювала на радіо до 1980-х рр.). Співпрацював з ЦРУ США. МДБ кілька разів влаштував замахи на його життя, внаслідок одного з них була отруєна його дружина — вона тяжко захворіла, але вижила.
Помер від раку. У шлюбі було двоє дітей, Дмитро та Анна.

## Спогади
- Синевирский Николай. СМЕРШ: год в стане врага. Франкфурт-на-Майне: Грани, 1948. —139 с. [Архівовано 29 грудня 2019 у Wayback Machine.]